# Freie Volksbühne Köln
Der Verein Freie Volksbühne Köln e. V. wurde 1922 in Köln als Teil der Volksbühnenbewegung in Deutschland gegründet. Der Verein ist Besitzer der Immobilie der Volksbühne am Rudolfplatz und vergibt jährlich den Kurt-Hackenberg-Preis. Im Jahr 2022 wurde mit Veranstaltungen der 100-jährige Geburtstag gefeiert.

## Ziele
Der Verein Freie Volksbühne Köln ist Teil einer Bewegung, die in den 1880er und 1890er Jahren in Berlin in ihren Anfang nahm. Ihr Ziel: Ein Theater frei von Zensur und ohne finanziellen Zwang zu begründen und kulturelle Bildung möglichst allen Gesellschaftsschichten anbieten zu können.

## Geschichte
Nach Ende des Ersten Weltkriegs wuchs in der Weimarer Republik die Berliner Organisation auf 140.000 Mitglieder an. Auch in anderen Städten bildeten sich Vereine; die Kölner Volksbühne gründet sich 1922. Während des Faschismus wurden die Freien Volksbühnen verboten, aber schon 1946 formierten sich die Organisationen wieder neu. Es herrschten erschwerte Bedingungen mangels Spielmöglichkeiten; Ausweichquartier in Köln war z. B. die Aula der Universität. Dennoch stiegen die Mitgliederzahlen rasant an. Das Bedürfnis nach Kunst, trotz Zerstörung und vielfältiger anderer elementarer Probleme, war bei den Nachkriegsbürgern enorm.
In dieser Zeit erhielt der Verein Freie Volksbühne Köln ein nicht unerhebliches kulturpolitisches Gewicht. Wenngleich dieser Einfluss heute auch geringer ist, trägt der Verein Freie Volksbühne mit seiner Arbeit nach wie vor dazu bei, die Kölner Kulturlandschaft zu unterstützen und sorgt für eine Kontinuität der kulturellen Entwicklung beider Seiten- die der Besucher und die der Veranstalter.
Seit Mitte der 1960er Jahre besitzt der Verein Freie Volksbühne das Colonia-Haus, eine Immobilie in der Aachener Straße 5. Hier ist nicht nur das Büro des Vereins beheimatet, sondern auch das Theater Volksbühne am Rudolfplatz, auch bekannt als Millowitsch-Theater. Damit besitzt der Verein Freie Volksbühne Köln, als einziger Verein im Bundesdeutschen Volksbühnen-Verband, einen eigenen Theaterraum, der dem Theater Volksbühne am Rudolfplatz vermietet wird.

## Kurt-Hackenberg-Preis
Der mit 5000 Euro dotierte Kurt-Hackenberg-Preis zeichnet politisches Theater in Köln aus. Er wurde von der Freien Volksbühne Köln ins Leben gerufen und zum ersten Mal 2007 vergeben. Ziel ist es, mit diesem Preis sowohl Theaterproduzenten als auch –Rezipientinnen für gesellschaftspolitische Fragen zu sensibilisieren und die Diskussion um Möglichkeiten des politischen Handelns und der Einflussnahme auf gesellschaftspolitische Entscheidungen zu befördern. Der Preis, benannt nach dem von 1955 bis 1979 wirkenden Kulturdezernenten der Stadt Köln, Kurt Hackenberg, wird seitdem jährlich von einer ehrenamtlich arbeitenden Jury vergeben, deren Mitglieder aus den Bereichen Kultur, Kulturjournalismus und Politik kommen.

## Auszeichnungen'
Die Koproduktion zwischen dem Theater im Bauturm, der Volksbühne am Rudolfplatz und dem Verein Freie Volksbühne e. V., „Automatenbüfett“ wurde 2022 zu den Privattheatertagen 2022 Hamburg eingeladen und für den Monica-Bleibtreu-Preis nominiert.